# The Draughtsman's Contract
The Draughtsman's Contract is een Britse dramafilm uit 1982 onder regie van Peter Greenaway.

## Verhaal
Mevrouw Herbert vraagt de kunstenaar Neville om twaalf schetsen te maken van haar landgoed. Zij betaalt hem met geld en seks. Al gauw raakt Neville verstrikt in een web van intriges.

## Rolverdeling
| Acteur              | Personage        |
| ------------------- | ---------------- |
| Anthony Higgins     | Mijnheer Neville |
| Janet Suzman        | Virginia Herbert |
| Hugh Fraser         | Louis Talmann    |
| Anne-Louise Lambert | Sarah Talmann    |
| Neil Cunningham     | Thomas Noyes     |
| Dave Hill           | Mijnheer Herbert |
| David Gant          | Mijnheer Seymour |